# Estación Independencia (Guadalajara)
Independencia es la octava estación de la Línea 3 del Tren Ligero de Guadalajara en sentido sur-oriente a nor-poniente, y la undécima en sentido opuesto. Es una de las estaciones con mayor afluencia por su correspondencia con "Bicentenario" a través del BRT “Mi Macro Calzada”.
Esta estación se ubica bajo el cruce de la Avenida Revolución con la Calzada Independencia. Las obras de superficie y del túnel requirieron adecuaciones similares a las que requirió durante su construcción la estación San Juan de Dios de la Línea 2 del Sistema; debido a que bajo la Calzada Independencia pasa el colector central del drenaje.
El logotipo de la estación es una imagen estilizada de la Campana de Dolores, en alusión al inicio del movimiento insurgente que culminó en la Independencia de México.

## Puntos de interés
- Monumento al Centenario de la Independencia
- Conexión con Mi Macro Calzada del SITEUR (Estación Bicentenario)
- Centro comercial Plaza Androide (Calzada Independencia)
- Hotel Aranzazú (Avenida Revolución)
- Templo de Aranzazú
- Templo de San Francisco

## Galería

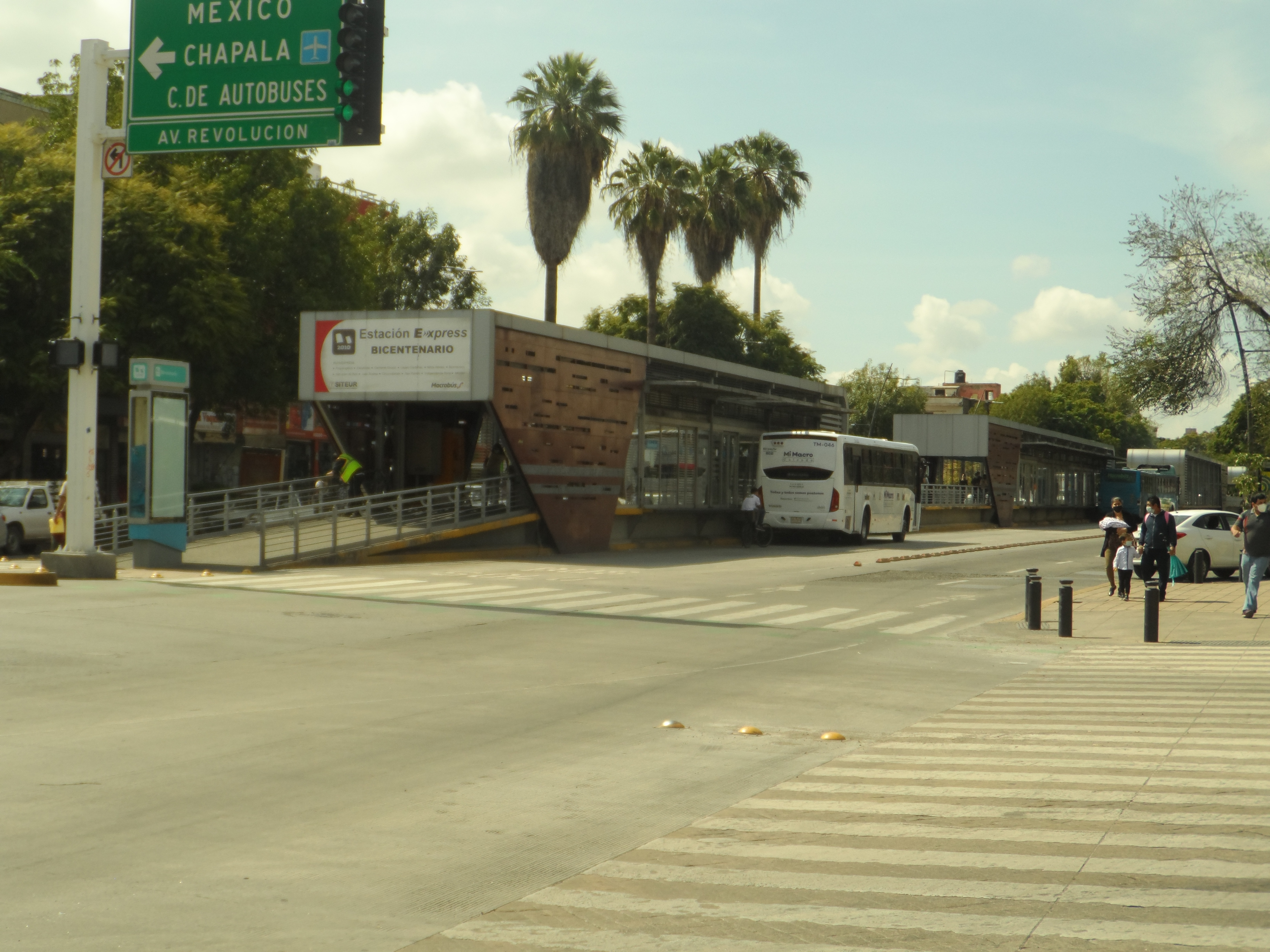
Estación Bicentenario de Mi Macro Calzada.
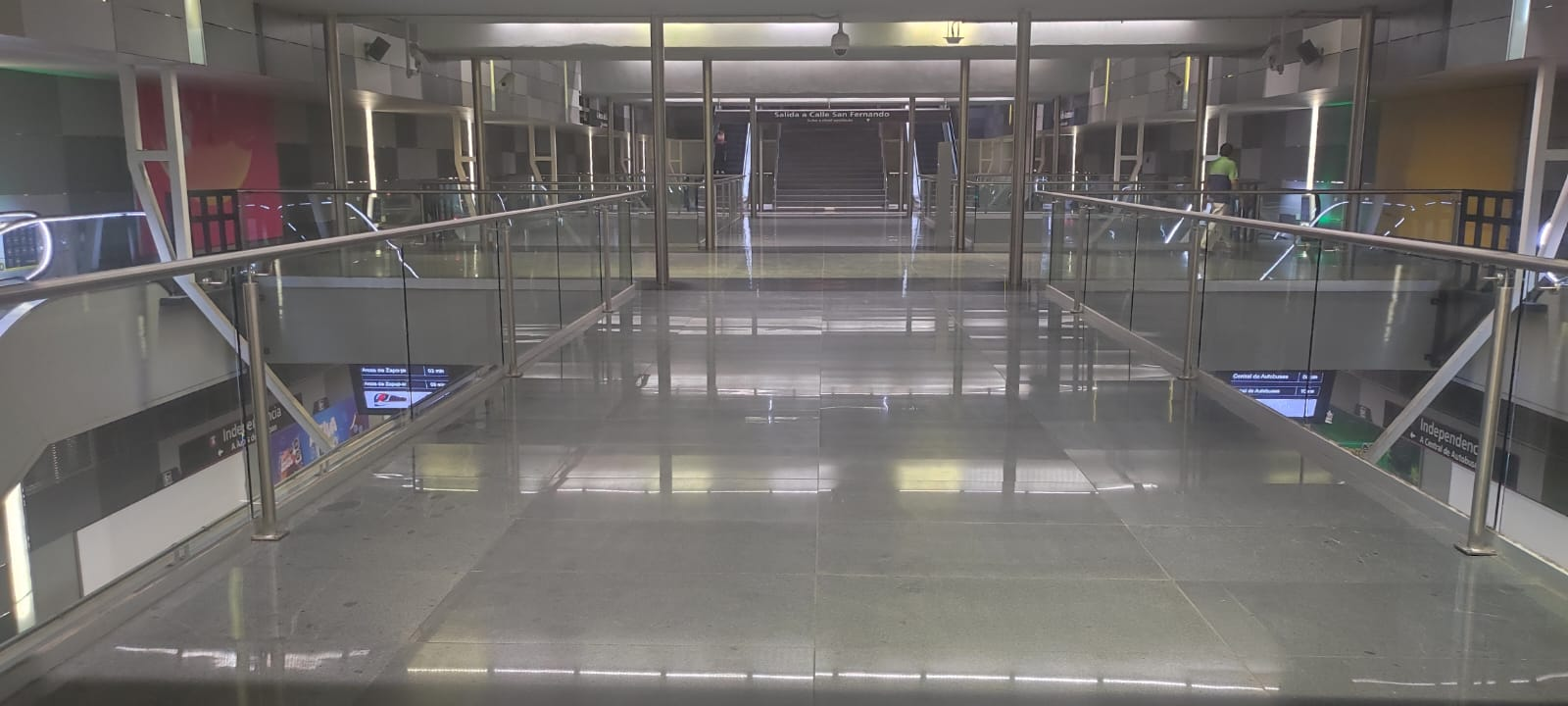
Pasillo de traslados.
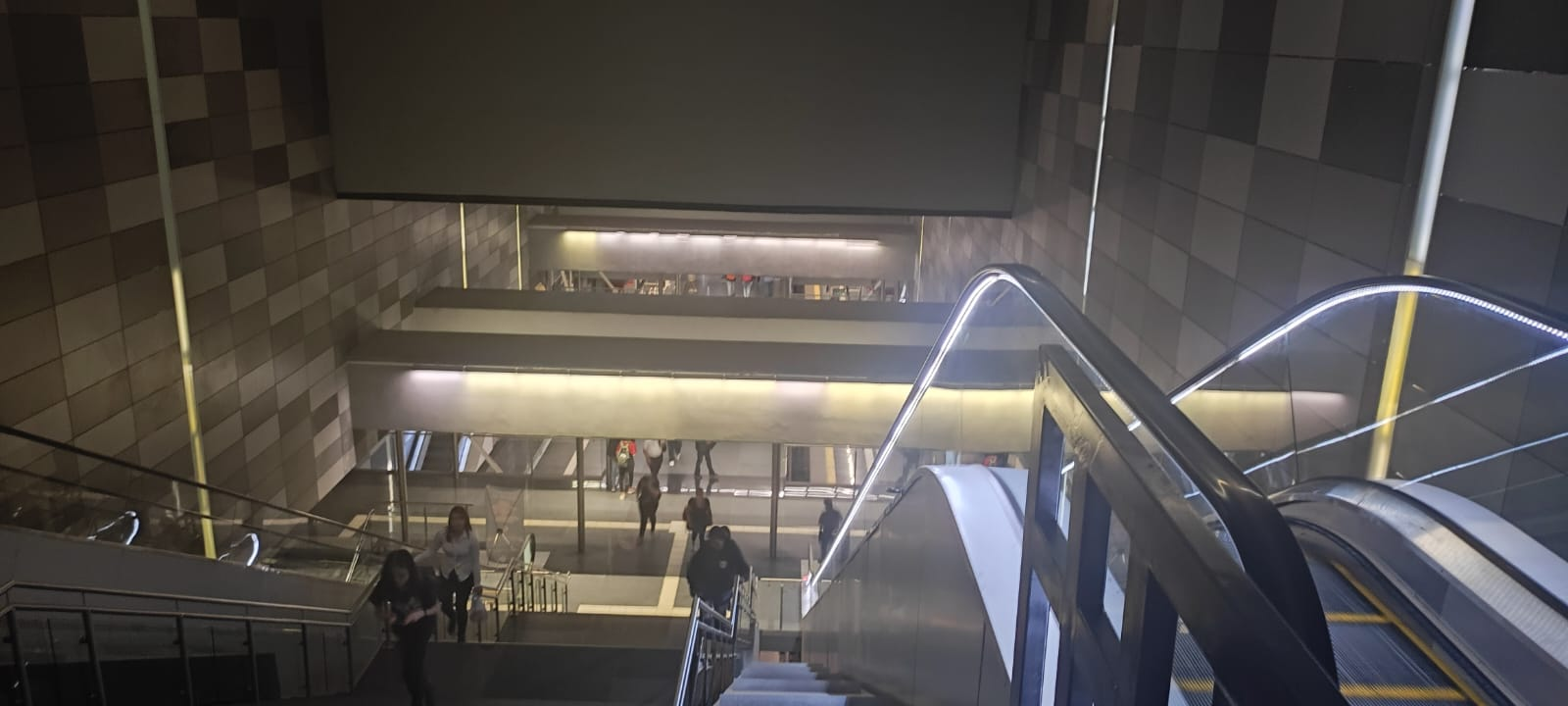
Escaleras.
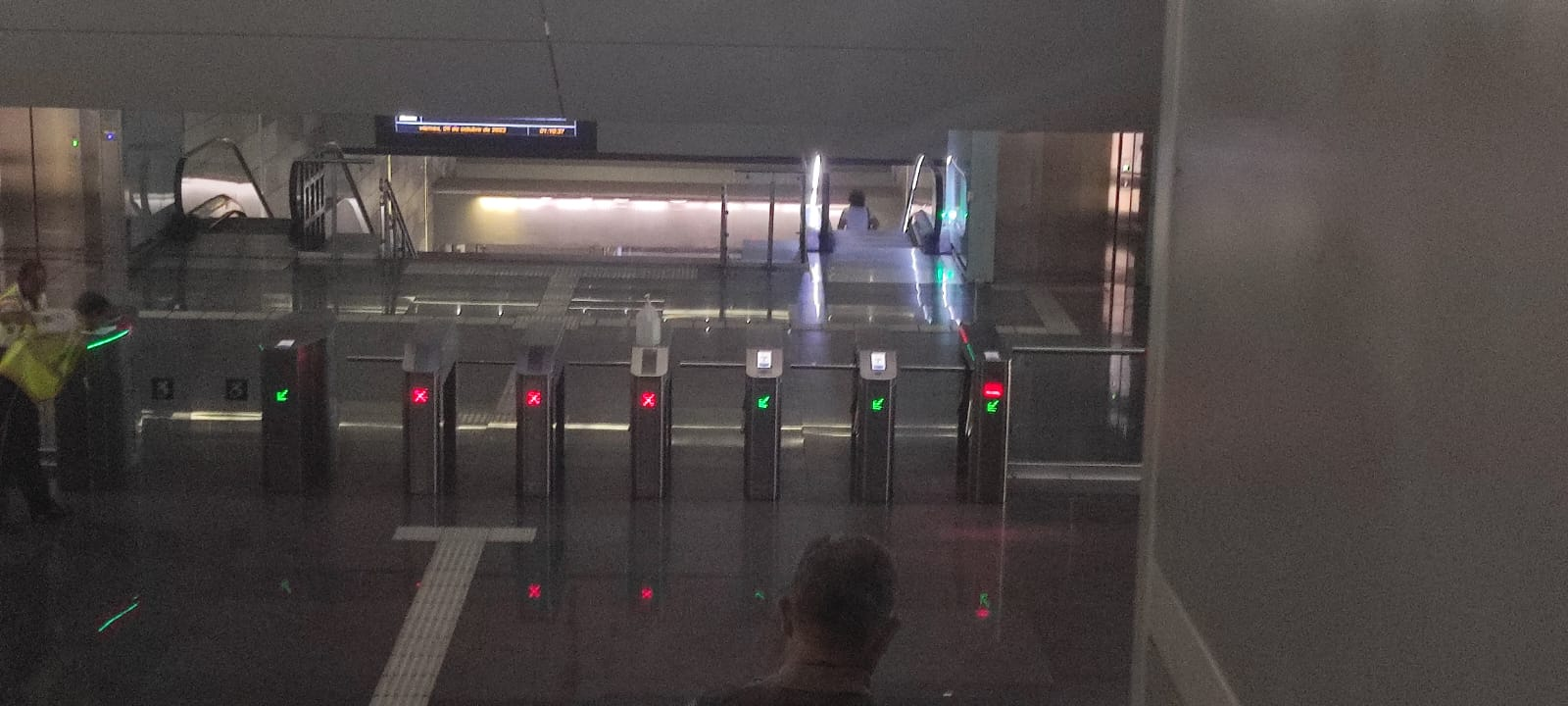
Torniquetes.
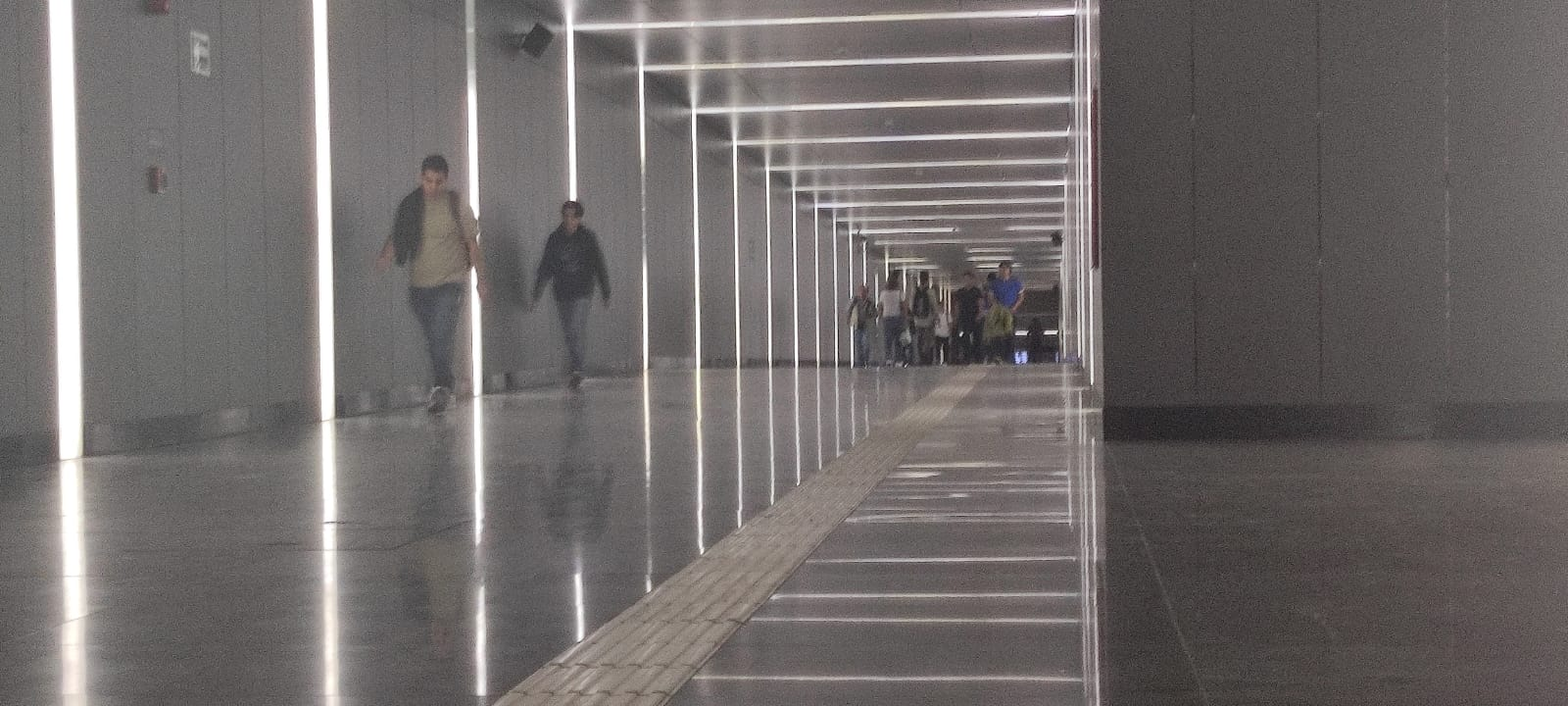
Pasillo hacia Ramón Corona.